# Jungermannia javanica
Jungermannia javanica là một loài rêu tản trong họ Jungermanniaceae. Loài này được (Nees) Hook. f. & Taylor miêu tả khoa học lần đầu tiên năm 1847.